# Bodoland

Bodoland Territorial Area Districts in Assam

Bodoland (Bodo: बड़ोलेण्ड), gelegentlich auch Bodaland oder Boroland, ist der nicht-offizielle Name eines Gebietes im Nordosten Indiens im Bundesstaat Assam an der Grenze zu Bhutan, bzw. zu den benachbarten indischen Bundesstaaten Arunachal Pradesh und Westbengalen, das schwerpunktmäßig von der Ethnie der Bodo bewohnt wird. Seit den 1980er Jahren gibt es dort immer wieder aufflammende ethnisch-motivierte gewalttätige Unruhen. Seit 2003 genießen vier Distrikte Assams unter der Bezeichnung Bodoland Territorial Area Districts eine Regionalautonomie. Es gibt Forderungen, die Region in einen eigenständigen Bundesstaat Indiens umzuwandeln. Radikal-militante Gruppen kämpfen für die vollständige Unabhängigkeit von Indien.

## Geschichte
Die Geschichte Bodolands ist eng verknüpft mit der Geschichte Assams. Zwischen 1228 und 1826 stand der größte Teil Assams unter der Herrschaft der Ahom-Dynastie. Bedingt durch relativ abgelegene geografische Lage bildete sich im heutigen Nordosten Indiens eine außerordentliche ethnische Heterogenität heraus. Die Region lag an der Schnittstelle zwischen indo-europäischer und tibeto-birmanischer Kultur, zwischen Hinduismus und Islam einerseits und Buddhismus andererseits. In den Talregionen des Brahmaputra, wo die große Mehrheit der Bevölkerung lebte, dominierte die zur indoeuropäischen Sprachfamilie gehörige assamesische Sprache und der Hinduismus. In den abgelegenen Bergregionen und relativ isolierten Tälern im Vorgebiet des Himalaya konnte sich eine Vielzahl von verschiedenen tibeto-birmanischen Ethnien behaupten bzw. entwickeln, die größtenteils Lokalreligionen oder dem Buddhismus anhingen. Während der britischen Kolonialzeit wurden einige dieser Ethnien (z. B. die Naga) durch europäische Missionare zu großen Teilen christianisiert. Auch die Bodos übernahmen zum kleinen Teil den christlichen Glauben.
Das westliche Assam kam nach dem ersten Anglo-Birmanischen Krieg im Vertrag von Yandaboo 1826 unter die Herrschaft der Britischen Ostindien-Kompanie. In den folgenden Jahren dehnten die britischen Kolonialherren ihren Herrschaftsbereich immer weiter aus, bis er die heutigen Grenzen erreichte. Assam wurde zu einer Provinz Britisch-Indiens. Während der britischen Kolonialzeit kamen auch viele Bengalen als Angestellte der britischen Verwaltung ins Land, sowie viele Adivasi als Arbeiter auf den neu eingerichteten Teeplantagen.

Nordost-Indien im Jahr 1951

Nordost-Indien im Jahr 1970

Nordost-Indien seit 1972

Nach der Unabhängigkeit Indiens 1947 wurde Assam als Bundesstaat in die Indische Union integriert. In den folgenden Jahrzehnten kam es zu regionalen Autonomiebestrebungen der nicht assamesisch-sprechenden Bevölkerungsteile. 1963 wurde deswegen Nagaland von Assam abgetrennt und zu einem eigenen Bundesstaat erhoben. 1972 wurden das zwischen Indien und China umstrittene Gebiet der sogenannten North-East Frontier Agency, sowie Meghalaya und Mizoram ebenfalls abgetrennt und zu den Unionsterritorien bzw. Bundesstaaten Arunachal Pradesh, Meghalaya bzw. Mizoram umgewandelt. Infolgedessen verkleinerte sich der Bundesstaat Assam flächenmäßig von anfänglich 227.281 km² (1951) um zwei Drittel auf 78,543 km² (2014).

### Bodo-Bewegung
Auch in den Siedlungsgebieten der Bodo kam es zu Autonomiebewegungen. 1967 wurde der Plains Tribals Council of Assam (PTCA, "Assamesischer Rat der Stammesvölker im Bergvorland") als politische Partei gegründet, der die Einrichtung eines Unionsterritoriums Udayachal für die Bodo und andere Stammesvölker forderte. Zu einer treibenden Kraft bei der Bewegung für die Schaffung eines eigenen Bundesstaates Bodoland, der die Siedlungsgebiete der Bodo nördlich des Brahmaputra umfassen sollte, wurde die 1967 gegründete All Bodo Students Union. 1984 spaltete sich von der PTCA die radikalere United Tribal Nationalists' Liberation Front, Assam (UTNLF) ab.
Parallel zu den Autonomiebestrebungen der Bodos spielte sich seit den 1970er Jahren noch eine wesentlich größere ethnisch motivierte Bewegung ab. Seit den 1970er Jahren hatte es, angeführt von Studentenvereinigungen (der All Assam Students Union (AASU)) eine zum Teil militante Bewegung von Assamesen gegen die millionenfache Einwanderung von (mehrheitlich muslimischen) Bengalen nach Assam gegeben. Der Höhepunkt dieser sogenannten „Assam-Bewegung“ lag in den Jahren 1979 bis 1985. Die Unruhen forderten Tausende von Todesopfern. Die Mehrheit der Bodo-Aktivisten unterstützte dabei die Positionen der AASU und der Assam-Bewegung.
Im Jahr 1985 wurde das Assam-Abkommen (Assam accord) zwischen den Führern der Assam-Bewegung, der Regierung von Assam und Premierminister Rajiv Gandhi unterzeichnet. Nach den anschließenden Wahlen zum Parlament von Assam wurde eine Regierung unter Führung der neu gegründeten Asom Gana Parishad (AGP) gebildet. Die Führer der Bodo-Bewegung waren jedoch enttäuscht, dass diese Regierung nicht gewillt war, ihren Forderungen nachzukommen. Ab 1987 radikalisierte sich die Bodo-Bewegung. Es kam zu Straßen- und Eisenbahnblockaden, Brand- und Bombenanschlägen, die zahlreiche Tote forderten und die Wirtschaft Assams in Mitleidenschaft zogen. Nach langen Verhandlungen wurde am 20. Februar 1993 das Abkommen zum Bodoland-Selbstverwaltungs-Rat (Bodoland Autonomous Council (BAC) Accord) zwischen der Regierung von Assam und den Bodo-Aktivisten abgeschlossen. Nach diesem Abkommen blieb Bodoland weiterhin Teil von Assam, erhielt jedoch eine begrenzte Selbstverwaltung. Die sich anschließende Ruhephase war nur von kurzer Dauer, unter anderem auch deswegen, weil keine Einigung über die Grenzen Bodolands erzielt wurde. Extremistische Gruppen wie die mehrheitlich von Hindus getragenen Bodoland Liberation Tigers (BLT) und die mehrheitlich christliche National Democratic Front of Bodoland (NDFB) führten ethnische Säuberungen durch, sie sich vor allem gegen mutmaßlich illegal eingewanderte muslimische Bengalen in den Siedlungsgebieten der Bodos richteten.

### Schaffung derBodoland Territorial Area Districtsim Jahr 2003
| Partei | 2010 | 2015 | 2020 |
| ------ | ---- | ---- | ---- |
| AIUDF  | 0    | 4    | 0    |
| BPF    | 31   | 20   | 17   |
| UPPL   | –    | –    | 12   |
| AGP    | 0    | 0    | 0    |
| CPI(M) | 0    | 0    | –    |
| BJP    | 0    | 1    | 9    |
| INC    | 3    | 0    | 1    |
| AITC   | 0    | –    | –    |
| GS     | –    | –    | 1    |
| Unabh. | 6    | 15   | 0    |
| Summe  | 40   | 40   | 40   |

Im Jahr 2001 kam es zu einem Waffenstillstand zwischen den Bodoland Liberation Tigers und den indischen Polizeikräften. Nach längeren Verhandlungen wurde am 10. Februar 2003 der Bodoland Territorial Council (BTC) Accord („Abkommen über den Bodoland-Gebiets-Rat“) zwischen der Regierung von Assam, Vertretern der indischen Regierung und Vertretern der Bodoland Liberation Tigers unterzeichnet. In diesem Abkommen wurden die Grenzen des zukünftig autonomen Bodoland Territorial Area Districts (BTAD) (Distriktgebiete von Bodoland) genau festgelegt. Dazu wurden die Distriktgrenzen von Assam in diesen Gebieten neu gezogen, so dass das Bodoland-Gebiet (Bodoland Territorial Area) mit den Distriktgrenzen zusammenfällt. Die BTAD sind die folgenden: Kokrajhar, Chirang, Baksa, Udalguri. Das gesamte Gebiet umfasst 8.795 km². Nach dem Zensus von 2001 lebten dort 292.000 Menschen, von denen 52 % den scheduled tribes zuzuordnen waren (davon ungefähr 90 % Bodo).
Die Kompetenzen des gewählten Selbstverwaltungsrats (Bodoland Territorial Council) wurden deutlich erweitert. Die Bodoland Liberation Tigers legten daraufhin ihre Waffen nieder und wandelten sich in eine politische Partei, die Bodoland People’s Front um.
Die andere große Rebellenorganisation, die National Democratic Front of Bodoland (NDFB), war an der Aushandlung des Abkommens nicht beteiligt und schloss am 25. Mai 2005 ebenfalls ein Waffenstillstandsabkommen mit den indischen Sicherheitskräften. Sie zerfiel jedoch in der Folgezeit über die unterschiedliche Beurteilung des Friedensabkommens in drei Fraktionen, NDFB(P) unter Dhiren Boro, NDFB(R) unter Ranjan Daimary and NDFB(S) unter Ingti Kathar Songbijit. Die ersten beiden Fraktionen schlossen sich im Wesentlichen dem Abkommen an und gaben die Forderung nach einem von Indien unabhängigen Bodoland auf, während die Songbijit-Fraktion NDFB(S) den bewaffneten Kampf fortsetzte.
Das Ziel der Schaffung eines eigenen Bundesstaats Bodoland ist durch das Abkommen im Jahr 2003 bei den nicht-militanten Bodo-Fraktionen nicht von der politischen Agenda verschwunden. Als die indische Regierung unter Premierminister Manmohan Singh im August 2013 ihre Unterstützung für die Bildung eines neuen Bundesstaates Telangana aus Teilen von Andhra Pradesh bekanntgab, lebte die Agitation für einen Bundesstaat Bodoland auch wieder auf. Es kam zu Streiks, Eisenbahn- und Straßenblockaden und mehrere Regierungsgebäude in Bodoland gingen in Flammen auf. Im Februar 2014 wurde eine Kommission unter G. K. Pillai, einem Beamten im indischen Innenministerium, gebildet, um die Möglichkeiten der Bildung eines Bundesstaats Bodoland auszuloten. Unter der im Mai 2014 neu gewählten Regierung Modi wurde dieses in den letzten Amtstagen der Vorgängerregierung gebildete Komitee allerdings bisher nicht aktiviert. Die Konzedierung von quasi „ethnisch homogenen“ Staaten im Vielvölkerstaat Indien wird grundsätzlich auch kritisch gesehen.

### Terroraktionen und ethnische Säuberungen
Zwischen 1993 und 2012 forderten die Auseinandersetzungen in Bodoland nach Angaben der Regierung von Assam insgesamt 731 Menschenleben, 558 davon zwischen 1993 und 2003 und 173 zwischen 2003 und 2012. Nach anderen Auflistungen liegen die Opferzahlen deutlich höher. Das South Asia Terrorism Portal zählt 1.804 Tote zwischen 1992 und 2001, darunter 1.262 Zivilpersonen.
Nach einer gewissen Entspannung zwischen 2003 und 2012 haben die Gewalttätigkeiten seit 2012 wieder deutlich zugenommen. Wesentlich verantwortlich hierfür ist die NDFB(S)-Fraktion unter I. K. Songbijit. Die Zahl der NDFB(S)-Kämpfer wird auf etwa 270 geschätzt (Stand: 2014). Die Terroraktionen der Bodo-Aktivisten richten sich in erster Linie gegen zugewanderte Muslime, aber auch gegen Adivasi. Dabei werden auch Frauen und Kinder nicht verschont. Ziel dieser Aktionen ist es, Angst und Schrecken unter diesen Bevölkerungsgruppen zu verbreiten und sie zur Flucht aus Bodoland zu veranlassen. In der Regel führen die Gewalttaten auch zu Flüchtlingsbewegungen von Zehntausenden Menschen, die allerdings nach einer gewissen Zeit wieder an ihre Wohnorte zurückkehren. Angestellte der indischen Verwaltung und Regierung sind ebenfalls von Anschlägen betroffen. Der Anteil der terroristischen Gruppierungen an diesen Gewalttaten ist nicht immer genau auszumachen, da es auch unorganisierte „spontane“ Gewalt zwischen den Bevölkerungsgruppen gibt. Außerdem sind noch mehrere andere militante Rebellengruppen in Assam aktiv, die zum Teil überlappende Ziele verfolgen.
Im Juli bis September 2012 kamen bei Konfrontationen zwischen Muslimen und Bodos vor allem im Distrikt Kokrajhar etwa knapp 80 Menschen ums Leben.
Im Mai 2014 wurden im Zusammenhang mit der Parlamentswahl mindestens 45 Menschen in den Distrikten Baksa und Barpeta durch NDFB(S)-Aktivisten getötet.
Im Oktober 2014 forderten mehrere Nicht-Bodo-Organisationen die Regierung von Assam zum Handeln auf. Der Zustand der Gesetzeslosigkeit in Bodoland habe ein Ausmaß erreicht, das ein Eingreifen der Regierung notwendig mache. Die All India United Democratic Front (AIUDF), eine Partei, die vorwiegend von Muslimen in Assam gewählt wird, forderte die Konfiszierung von Waffen früherer Bodo-Rebellen.
Am 23. Dezember 2014 töteten NDFB(S)-Aktivisten annähernd 80 Dorfbewohner der Adivasis in den Bezirken Kokrajhar and Sonitpur. Die indische Armeeführung kündigte daraufhin ein verschärftes Vorgehen gegen die NDFB(S)-Milizionäre an. Am 12. Januar 2015 gelang der Polizei von Assam die Festnahme von 12 NDFB(S)-Kämpfern und die Sicherstellung eines umfangreichen Waffenlagers im Distrikt Chirang.